# دولار أمريكي دولي
دولار جيري-خميس، المعروف باسم الدولار الدولي (اختصار:G-K$)، هو وحدة عملة افتراضية لها نفس القدرة الشرائية المعادلة للدولار الأمريكي في الولايات المتحدة في وقت معين،  اقترح هذه العملة روي سي جيري في عام 1958 وقام بتطويرها سالم حنا خميس بين عامي 1970 و 1972، وأصبح الدولار الدولي المقياس المفضل للمنظمات الدولية مثل صندوق النقد الدولي أو البنك الدولي لمقارنة الثروة والأرباح بين البلدان.

## التحويل إلى الدولار الدولي
يتم تحويل العملات إلى الدولار الدولي عن طريق قسمة مبلغ العملة الوطنية على سعر صرف تعادل القوة الشرائية للوصول إلى قيمة الدولار الدولي.

## روابط خارجية
- كتيب برنامج المقارنات الدولية. الملحق الثاني - طرق التجميع. التعريف الإحصائي في الشعبة الإحصائية بالأمم المتحدة. 2007